# Initienkapelle

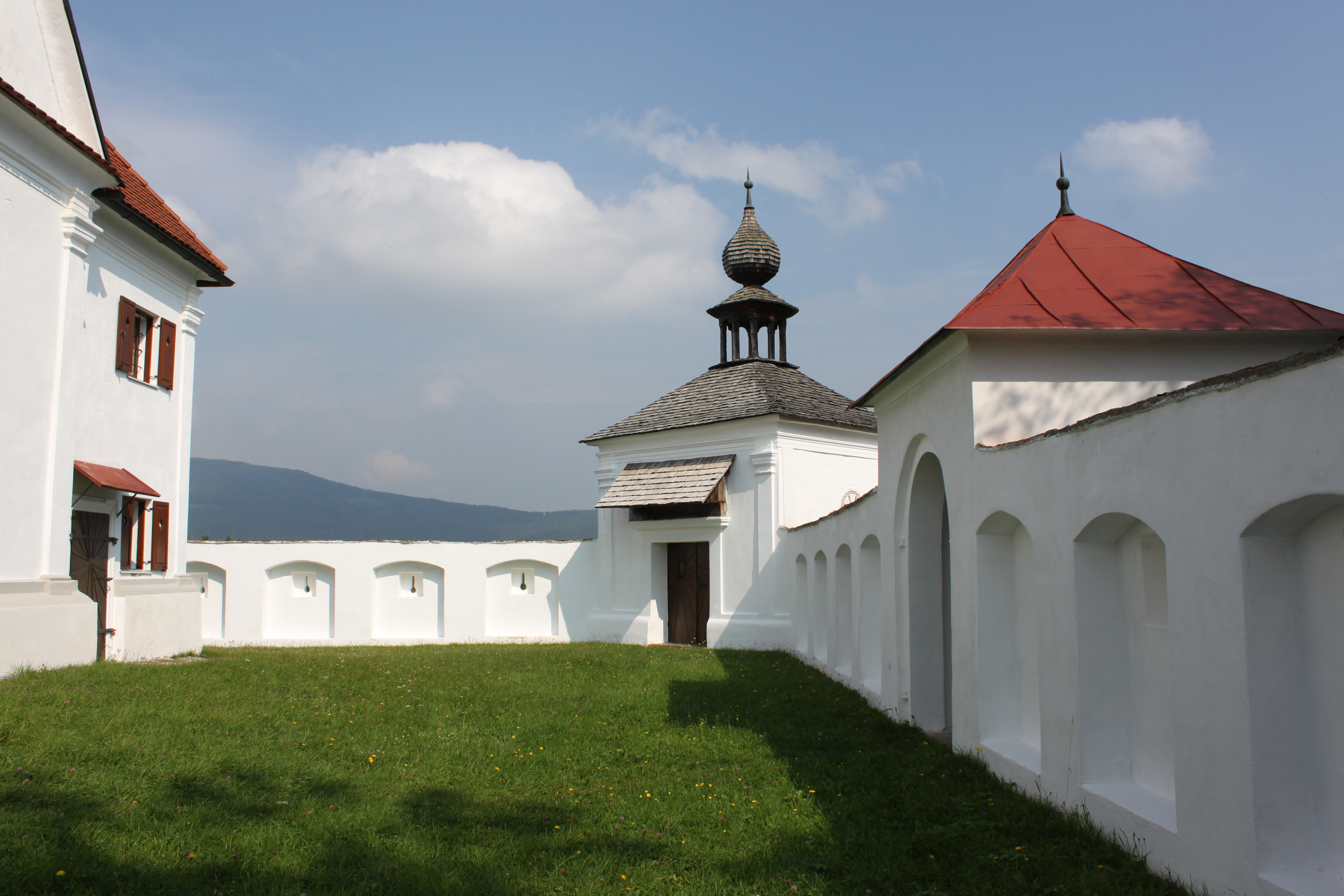
Initienkapelle der Loreto-Kirche Gutenberg an der Raabklamm

Eine Initienkapelle ist eine Kapelle, die in eine die Kirche umgebende Friedhofsmauer eingebaut ist. Es sind jeweils vier Kapellen und die Verbreitung dieser Anlagen besteht in der Diözese Graz-Seckau in der Steiermark.
Hauptsächlich befinden sich die Initienkapellen an den vier Ecken des von der umgebenden Mauer eingeschlossenen Kirchhofes und stehen für die vier Evangelisten.

## Beschreibung
Die ausschließlich von innen zugänglichen Initienkapellen, meist vier, umsäumen eine Kirche und wirken in der Friedhofsmauer wie Bestandteile einer Verteidigungsanlage. Sie wurden erst ab der Barockzeit üblich, als Verteidigung nicht mehr nötig war. Damit waren sie überwiegend ein gestalterisches Element.
Zu den vier Initienkapellen im Friedhof der Pfarrkirche St. Wolfgang bei Obdach wird folgendes genannt: Initien = Anfänge der Evangelien, die hier als Bitte um Wettersegen und Fruchtbarkeit gesungen wurden.

## Kirchen und Friedhöfe
- Pfarrkirche Anger
- Pfarrkirche Arzberg
- Pfarrkirche Allerheiligen im Mürztal
- Pfarrkirche Fladnitz an der Teichalm
- Filialkirche St. Georg (Frohnleiten)
- Loreto-Kirche Gutenberg an der Raabklamm
- Pfarrkirche Greith bei Neumarkt
- Pfarrkirche Haus im Ennstal
- Pfarrkirche Kindberg
- Pfarrkirche Kirchbach in Steiermark
- Pfarrkirche Krieglach
- Pfarrkirche Neudau
- Pfarrkirche Neumarkt in Steiermark
- Pfarrkirche Rachau
- Pfarrkirche St. Marein bei Neumarkt
- Pfarrkirche St. Ruprecht ob Murau
- Pfarrkirche St. Stefan im Rosental
- Pfarrkirche St. Wolfgang bei Obdach
- Pfarrkirche Stanz im Mürztal